# Wolseley 50
La 50 è un'autovettura di classe superiore prodotta dalla Wolseley dal 1911 al 1915.
Il modello aveva installato un motore in linea a sei cilindri e valvole laterali da 8.928 cm³ di cilindrata. Questo propulsore è stato il più grande mai commercializzato dalla Wolseley. Erano disponibili due telai, che differivano dalle dimensioni. Il primo aveva un passo di 3.581 mm, mentre il secondo di 3.734 mm. La lunghezza e la larghezza erano invece le medesime.
Era offerto tre tipi di carrozzeria, torpedo quattro posti, berlina quattro porte e landaulet quattro porte.